# Lee Jong-suk
Lee Jong-suk (이종석?, 李鍾碩?, I Jong-seokLR, Yi ChongsŏkMR; Suwon, 14 settembre 1989) è un attore e modello sudcoreano.

## Biografia
È il più grande di due fratelli. Ha partecipato al gruppo boy scout della sua scuola e dall'età di sette anni ha praticato taekwondo su consiglio di suo padre, ma all'ottavo anno, a causa di un infortunio al legamento crociato anteriore di un ginocchio, ha dovuto sopportare sei mesi di riabilitazione durante i quali ha guardato un sacco di televisione e ha iniziato il suo sogno di recitazione. Ha debuttato nel 2005 come modello di passerella, divenendo il più giovane modello a partecipare alla Seoul Fashion Week.
Si è laureato in arti cinematografiche nel 2016 presso l'Università Konkuk.

## Carriera
Ha preso parte a una selezione per attori alla stazione televisiva SBS quando era alle scuole medie, e nel 2010 ha debuttato come attore nella serie televisiva Geomsa princess, oltre ad esordire sul grande schermo nel film horror Gwi.
Lee ha iniziato a ottenere riconoscimenti in seguito al suo ruolo di supporto nel drama Secret Garden, dove ha interpretato un giovane compositore di talento con un atteggiamento scontroso e una cotta proibita per il co-protagonista maschile.
Nel 2011, è apparso nella sitcom High kick! - Jjarb-eun dari-ui yeokseup, dove ha ottenuto ulteriore popolarità. Lee ha anche recitato nel film R2B: Return to Base nel 2012, un remake del film Top Gun del 1986. Il suo primo ruolo da protagonista è arrivato nel teen drama Hakgyo 2013, per il quale ha ricevuto il premio Miglior nuovo attore ai KBS Drama Awards 2012. Ha inoltre ottenuto il quinto posto nel sondaggio intitolato "Gli attori che hanno acceso il 2013" di Gallup Korea.
Dopo il successo di Hakgyo 2013, Lee ha recitato nella serie drammatica acclamata dalla critica Neo-ui moksoriga deullyeo con Lee Bo-young. Originariamente previsto per 16 episodi, il dramma è stato prolungato di due episodi grazie agli ascolti di successo. Ha ricevuto l'Excellence Award nella categoria maschile ai Korea Drama Awards per la sua interpretazione. Lee ha poi recitato nel film sportivo No Breathing e ha avuto un ruolo di supporto nel film di grande successo Gwansang.
Nel 2014, ha recitato nella commedia romantica per adolescenti Pikkeulhneun cheongchun, interpretando un donnaiolo. Lee ha poi preso parte al dramma medico Doctor ibang-in, interpretando un disertore nordcoreano che lavora come medico in Corea del Sud. Il drama è stato un successo in Cina, guadagnando 400 milioni di visualizzazioni. In seguito ha recitato in Pinocchio accanto all'attrice Park Shin-hye. Ha interpretato il protagonista Choi Dal-po, un giornalista del primo anno di una società di trasmissione che lotta con l'idea di giustizia e verità in un mondo in cui tutti vogliono nascondere i fatti. Le interpretazioni in Doctor ibang-in e Pinocchio gli hanno valso riconoscimenti come attore, tra cui il Male Top Excellence Award ai Korea Drama Awards. È diventato anche l'attore più giovane a vincere il premio come miglior attore ai Premi Grimae.
A causa del suo successo in Cina, una sua statua di cera è stata esposta al Madame Tussaud di Hong Kong. Lee è stato anche scritturato nel suo primo dramma cinese Feicui liangren insieme all'attrice Zheng Shuang.

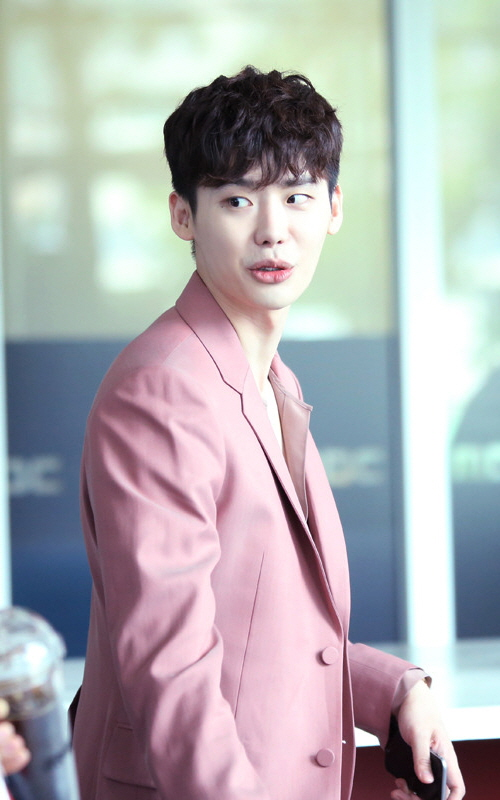
Lee Jong-suk nel 2016

A luglio 2016, Lee è tornato sul piccolo schermo con il fantasy thriller W di MBC accanto a Han Hyo-joo. Il drama raggiunse il primo posto nelle classifiche di popolarità in Corea e Lee vinse il Daesang (Gran Premio) agli MBC Drama Awards di fine anno. Lo stesso anno, ha recitato nel webdrama promozionale First Seven Kisses per Lotte Duty Free.
Nel 2017, Lee ha recitato nel film del crimine VIP segnando il suo primo ruolo da protagonista come cattivo. Lee ha poi recitato nel drama procedurale soprannaturale Dangsin-i jamdeun sa-i-e al fianco di Bae Suzy a settembre.
A luglio dello stesso anno, è stato nominato Ambasciatore di buona volontà dall'Organizzazione per il turismo coreano. L'organizzazione ha anche distribuito video promozionali con l'attore concentrandosi su luoghi turistici di dieci regioni diverse tra cui Seul, Gyeonggi, Gangwon, Jeju e Gyeongju.
Nel 2018, Lee è stato scelto per il drama di sei episodi Hymn of Death, un remake del film omonimo del 1991. Nel 2019 è protagonista della commedia romantica Romance Is a Bonus Book, al fianco di Lee Na-young.

## Vita privata
È molto amico del collega Kim Woo-bin, conosciuto quando entrambi svolgevano la professione di modelli.
Il 31 dicembre 2022 Dispatch Korea rivela che l'attore è legato sentimentalmente alla cantante IU da circa quattro mesi. Sia l'agenzia di Lee Jong-suk che l'etichetta discografica della cantante hanno confermato l'annuncio di Dispatch.

## Filmografia

### Cinema
- Sidaegyogam (시대교감) (2005)
- Gwi (귀), regia di Joachim Yeo (2010)
- Korea (코리아), regia di Moon Hyun-sung (2012)
- R2B: Return to Base (알투비: 리턴투베이스), regia di Kim Dong-won (2012)
- Gwansang (관상), regia di Han Jae-rim (2013)
- No Breathing (노브레싱), regia di Jo Yong-sun (2013)
- Pikkeulneun cheongchun (피끓는 청춘), regia di Lee Yeon-woo (2014)
- VIP, regia di Park Hoon-jung (2017)

### Televisione
- Geomsa princess (검사 프린세스) – serie TV (2010-2011)
- Secret Garden (시크릿 가든) – serie TV (2010-2011)
- High kick! - Jjarb-eun dari-ui yeokseup (하이킥! 짧은 다리의 역습) – serie TV (2011-2012)
- Naega gajang yebbeotseulddae (내가 가장 예뻤을때) – serie TV (2012)
- Hakgyo 2013 (학교 2013) – serie TV (2012-2013)
- Neo-ui moksoriga deullyeo (너의 목소리가 들려) – serie TV (2013)
- Gamjabyeol 2013QR3 (감자별 2013QR3) – serie TV (2013-2014)
- Doctor ibang-in (닥터 이방인) – serie TV (2014)
- Pinocchio (피노키오) – serie TV (2014-2015)
- W (더블유) – serie TV (2016)
- Goho-ui byeoli bitnaneun bame (고호의 별이 빛나는 밤에) – serie TV (2016)
- Yeokdo-yojeong Kim Bok-ju (역도요정 김복주) – serie TV (2016)
- Cheotkiseuman ilgopbeonjjae (첫키스만 일곱번째) – webserie (2016-2017)
- Dangsin-i jamdeun sa-i-e (당신이 잠든 사이에) – serie TV (2017)
- Hymn of Death (사의 찬미) – miniserie TV (2018)
- Romance Is a Bonus Book (로맨스는 별책부록) - serie TV (2019)
- Big Mouth (빅마우스?, Bik ma-useuLR) – serie TV (2022)

## Videografia
- 2009 – 2NE1 - I Don't Care
- 2011 – CHI-CHI - Don't Play Around
- 2012 – Nicole Jung - Lost
- 2014 – Jung Yup - My Valentine
- 2016 – Davichi - Love Is

## Discografia

### Colonne sonore
- 2017 – Come To Me (Dangsin-i jamdeun sa-i-e OST)
- 2017 – Would You Know (Dangsin-i jamdeun sa-i-e OST)